# مارينا روي باربوسا
مارينا روي باربوسا (بالبرتغالية: Marina Ruy Barbosa‏) (ولدت في 30 يونيو 1995) هي ممثلة وعارضة أزياء وسيدة أعمال وكاتبة برازيلية بدأت تمثيل في عمر مبكر، وقدمت أول عمل بارز لها في عام 2004 في دور أنينه في مسسل التلفزيوني البرازيلي ابدأ مرة أخرى.
هناك طلب كبير عليها للقيام بحملات إعلانية، خاصة في قطاعات الموضة والجمال. كانت ثاني أكثر المشاهير ظهورًا في الإعلانات التجارية التي تم بثها على البث التلفزيوني في البرازيل بين مايو ويوليو 2015، وتم اختيارها كواحدة من أفضل 25 شخصية مشهورة في البرازيل في عام 2015، وفقًا لمجلة فوربس النسخة البرازيلية. في عام 2015، كانت تاسع شخصية برازيلية مشهورة تظهر أكثر في الإعلانات التلفزيونية، وفقًا لتصنيف مراقبة المنافسة، الذي يراقب سوق الإعلانات.

## مسيرتها الفنية
دخلت عالم الشهرة في سن السابعة من عمرها حيث شاركت في مسلسل تلفزيوني طعم الشغف عام 2002، وعملت في مسرح الطفل منذ عام 2005، وفي عام 2007 شاركت في برنامج مسابقات لرقص الأطفال.
الانطلاقة الحقيقة للفنانة مارينا روي كانت بعد مشاركتها في مسلسل Sete Pecados عام 2007، واستطاعت تحقيق جماهيرية واسعة من خلال مشاركتها في هذا المسلسل.
ورغم صغر سن الفنانة مارينا روي إلا أنها حاصلة على أكثر من 20 جائزة من قبل صحف ومواقع فنية ومؤسسات مختلفة، وكان أبرز هذه الجوائز جائزة أفضل ممثلة مساعدة عام 2014 عن دورها في مسلسل mpério والذي جسدت فيه دور "ماريا إيزيس"، وكانت أصغر ممثلة برازيلية تحصل على هذه الجائزة حيث كان عمرها 19 عاما. كما آشتهرت في المسلسل أحلام إليزا بدور إليزا ومسلسل آماليا بدور آماليا.

## حياتها الشخصية
للفنانة الشابة مارينا روي باربوسا تجربتين في الحب الأولى بدأت في عام 2011 واستمرت ثلاث سنوات وانتهت في أغسطس 2014، والتجربة الثانية بدأت في يناير 2016 مع صديقها ألكساندر نيغرايو.

## روابط خارجية
- مارينا روي باربوسا على موقع IMDb (الإنجليزية)
- مارينا روي باربوسا على موقع قاعدة بيانات الفيلم (الإنجليزية)